# Муньяо, Денни
Денни Муньяо (англ. Danny Munyao; 2 ноября 1987) — замбийский футболист, вратарь клуба «Кабве Уорриорз». Выступал за сборную Замбии.

## Клубная карьера
Муньяо начал свою карьеру в чемпионате Замбии в клубе «Ред Эрроуз» в 2007 году. В 2010 году он перешёл в «Занако», однако провёл там всего один сезон после чего возвратился в «Ред Эрроуз». В январе 2022 года перешёл на правах аренды в «Кабве Уорриорз».

## Карьера в сборной
Денни впервые был вызван для участия в официальных матчах сборной Замбии в декабре 2013 в рамках подготовки к Кубку африканских наций 2013 и был включён в окончательную заявку на турнир. В Южной Африке замбиец не сыграл ни минуты, основным голкипером сборной был Кеннеди Мвеене.
В июле 2013 года Муньяо стал победителем домашнего Кубка КОСАФА и был признан лучшим голкипером турнира.
24 декабря 2014 года голкипер был включён в предварительный состав сборной для участия в Кубке африканских наций 2015. 7 января 2015 года Муньяо попал в окончательную заявку на турнир. В Экваториальной Гвинее Денни не принял участие ни в одном матче группового этапа, вновь уступив место в воротах Мвеене.

## Достижения
Ред Эрроуз
- Обладатель Кубка Замбии (1): 2007

 Сборная Замбии
- Обладатель Кубка КОСАФА (1): 2013